# إل بيمبو (أغنية)
إل بيمبو (بالفرنسية: El Bimbo)‏ أغنية لفرقة الديسكو الفرنسية بيمبو جت، أصدرتها شركة الإنتاج باثي ماركوني في فرنسا في يونيو 1974، وفي المملكة المتحدة في أغسطس 1975. احتلت الأغنية صدارة ترتيب الأغاني الفرنسية والمرتبة العاشرة في ترتيب الأغاني البريطانية. بيع منها 1,3 مليون نسخة في فرنسا وحدها، وما يفوق عن 3 ملايين نسخة في العالم بأسره. كما احتلت الأغنية صدارة ترتيب الأغاني في إسبانيا وإيطاليا والدانمرك وتركيا ولبنان، في حين احتلت المرتبة الثانية في ترتيب الأغاني بالأرجنتين، وكانت الأغنية الأكثر مبيعًا ببلجيكا وسويسرا والمكسيك والولايات المتحدة.

## كلمات نسخة مطورة من الأغنية
Ah ah ! Aie ! Aie !

Bimbo ! Oh !

Vamos a bailar el Bimbo ! Oh !

Hé ! Aï !

Bailemos el Bimbo !

Bimbo ! Bimbo ! Bimbo !

(Aie Aie !)

Ese es el Bimbo, venga !

Si asi !

Un pasito par aqui, un pasito par alla

Aïe Mama !

Ah ah ah aha ! Ah ah ah ah ah ah !

Bimbo Bimbo Bimbo Bimbo Bimbo Bimbo

Aïe es el bimbo, niña, venga, venga, venga, venga !

Bailemos el Bimbo

Asi , es asi, todo es asi

par aqui, par alla

Ah ! La La La La !

Ah ah ah aha !

ah ah ha ah ah ah ah ah ah !

aie !

Bailemos el Bimbo !

Bimbo ! Bimbo ! Bimbo !

Aah ah ha ah ah ah ah ah ah !

Bimbo ! Bimbo ! Bimbo !
(Niña, venga asi)

Asi asi !

Bimbo ! Bimbo !

Ah ah ah ah ah ah …

Asi Asi !

Asi bailar el Bimbo !

## مواضيع ذات علاقة
- بيمبو جت.
- لا بالنغا.
- سفينة الحب.
- حب لحب.

### وصلات خارجية
- استمع للأغنية على موقع imeem.com.